# Hellanodice

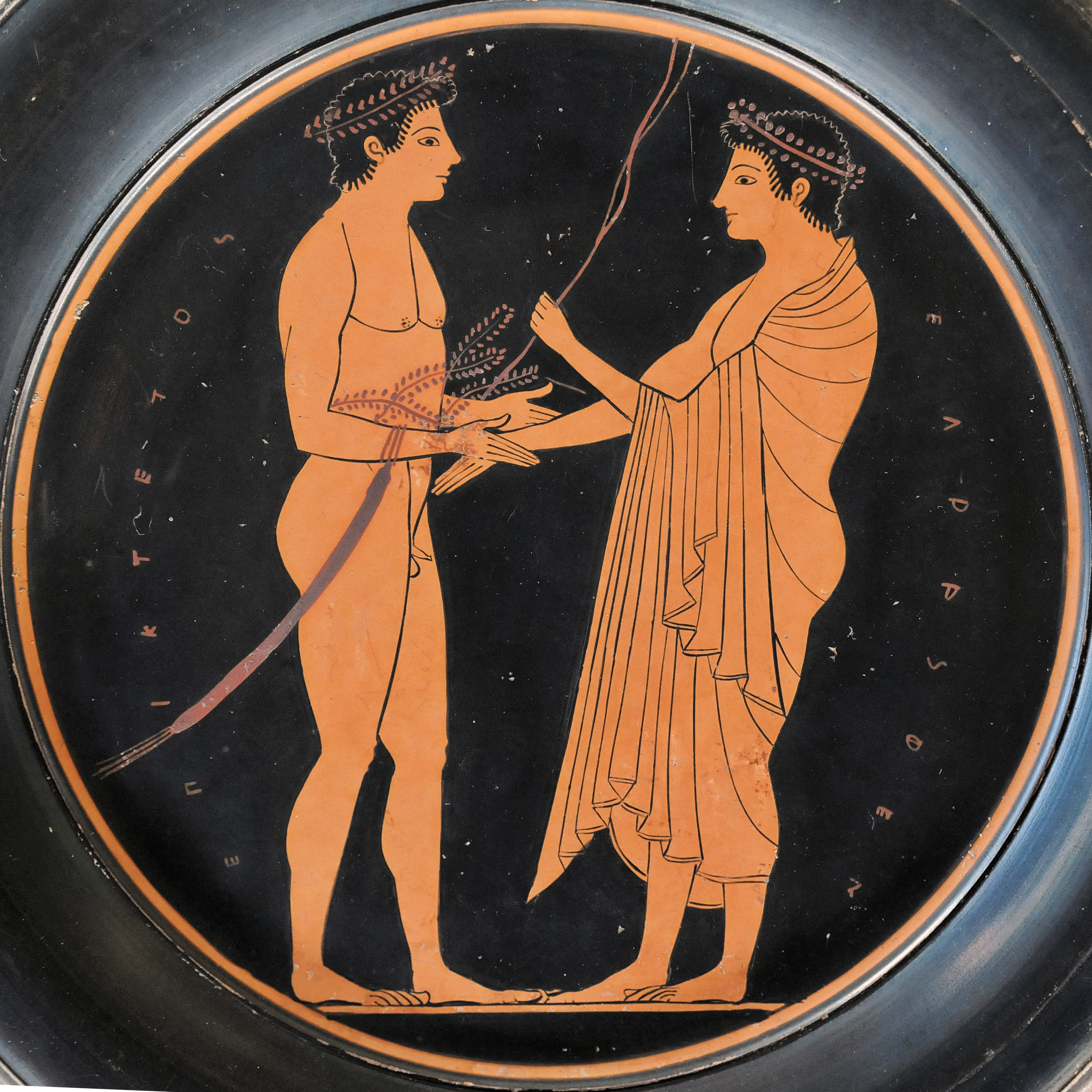
Helladonice remettant les branches de palmier, tæniae et la couronne d'olivier au vainqueur.

Les hellanodices (grec ancien : Ἑλλανοδίκαι, hellanodikai, littéralement juges des Grecs) étaient les juges des Jeux olympiques antiques.

## Histoire
Leur devoir sacré était de veiller aux normes et à l'héritage des jeux et de maintenir le respect de ses règles. D'ailleurs, ils étaient auparavant appelés ἀγωνοθέται (agonothètes : agônothetai, c'est-à-dire « organisateurs des jeux »). À l'origine, il n'existait qu'un hellanodice, mais au fil du temps ils devinrent une douzaine, jusqu'en 348, à l'apogée des Olympiades, où leur nombre fut réduit à dix. Vêtus de pourpre, ils supervisaient les épreuves individuelles et se répartissaient en trois collèges, l'un chargé des épreuves hippiques, l'autre des courses à pied et le dernier des sports de combat.
Les juges étaient choisis parmi les habitants d'Élis, qui était responsable de l'organisation des Jeux. D'abord, le poste était héréditaire, puis un membre de chaque grande famille éléenne était tiré au sort et devenait hellanodice. Leur mandat durait une olympiade. En plus d'être juges et arbitres, ils étaient organisateurs. De ce fait, ils étaient présents dans chaque cérémonie ou épreuve, ayant l'honneur de remettre les couronnes d'olivier et les branches de laurier aux vainqueurs. Pendant les dix mois précédant les Jeux, ils vivaient dans un bâtiment construit spécialement pour eux à Élis appelé l'Hellanodikaion, qui était près du gymnase où s'entraînaient les athlètes, ces derniers se préparant au sein de leur cité natale avant de rejoindre Élis le dernier mois pour y subir un entraînement collectif rigoureux et tenter au cours de ce stage de se qualifier pour les Jeux. Ces dix mois étaient l'occasion pour les juges de préparer ces Jeux avec l'aide les nomophýlakes (littéralement gardiens de la loi, probablement d’anciens champions olympiques).
Une autre tâche des hellanodices était de suivre l'entraînement des athlètes et de sélectionner les meilleurs. Les entraîneurs personnels des athlètes devaient être présents, mais ne devaient pas intervenir sous peine d'être pénalisés. Les hellanodices évaluaient le comportement, le caractère et la morale de chaque athlète (eux aussi pouvaient être sanctionnés, la peine pouvant aller jusqu'à l'exclusion), aussi bien que la force et la résistance. Les sélectionnés intégraient une liste spéciale, le leukoma. Deux jours avant les Jeux, les athlètes quittaient Élis pour rejoindre Olympie, dans une procession menée par les hellanodices.
Les hellanodices étaient réputés pour leur impartialité et le public avait une grande estime pour ces juges. Bien que la tricherie et la corruption aient été choses courantes entre athlètes, seul un possible cas de corruption entre juges a été relevé, lorsqu'un hellanodice eut gagné deux épreuves d'équitation. Pour s'assurer de leur impartialité, il ne leur fut plus permis de participer aux Jeux olympiques. Deux d'entre eux furent aussi accusés de favoritisme pour Eupolémos d'Élis en 396 av. J.-C.